# Hollister, Kalifornien
Hollister är en stad i San Benito County i mellersta Kalifornien, USA. Hollister är administrativ huvudort (county seat) i San Benito County. Staden är i hög grad präglat av lantbruksnäringen.